# Drosophila crispipennis
Drosophila crispipennis är en tvåvingeart som beskrevs av Toyohi Okada och Carson 1983. Drosophila crispipennis ingår i släktet Drosophila och familjen daggflugor.
Artens utbredningsområde är Nya Guinea.